# Two Sides of Leonard Nimoy
Albums de Leonard Nimoy
Leonard Nimoy Presents Mr. Spock's Music from Outer Space
(1967) The Way I Feel
(1968)
Two Sides of Leonard Nimoy est le deuxième album de Leonard Nimoy, sorti en 1968.
Les deux faces du 33 tours original présentent, comme le titre l'indique, « deux facettes » de l'acteur : la première correspond au point de vue de Spock, le personnage interprété par Nimoy dans la série Star Trek, tandis que la deuxième se compose de chansons pop et country.

## Titres
| 1. | Highly Illogical          | Charles R. Grean (en), Fred Hertz | 2:21 |
| 2. | The Difference Between Us | Cy Coben (en)                     | 2:13 |
| 3. | Once I Smiled             | Leonard Nimoy, Charles R. Grean   | 2:07 |
| 4. | Spock Thoughts            | Charles R. Grean                  | 3:00 |
| 5. | By Myself                 | Howard Dietz, Arthur Schwartz     | 2:14 |
| 6. | Follow Your Star          | Charles R. Grean, Fred Hertz      | 2:32 |
| 7. | Amphibious Assault        | Charles R. Grean, Mason Williams  | 2:44 |

| 8.  | The Ballad of Bilbo Baggins (en) | Charles R. Grean                 | 2:18 |
| 9.  | Cotton Candy                     | Cliff Ralke                      | 2:34 |
| 10. | Gentle on My Mind                | John Hartford                    | 2:40 |
| 11. | Miranda                          | Bart Howard                      | 2:55 |
| 12. | If I Were a Carpenter            | Tim Hardin                       | 2:43 |
| 13. | Love of the Common People (en)   | John Hurley, Ronnie Wilkins (en) | 2:41 |